# Excelencia Literaria
Excelencia Literaria es un proyecto de búsqueda de talentos literarios entre alumnos de Secundaria y Bachillerato, de España, para promocionar sus cualidades como escritores en el futuro.
Fue fundado por el escritor Miguel Aranguren, que lo sigue dirigiendo para Grupo Intereconomía. Está patrocinada por Selecciones del Reader's Digest, el proyecto AULA de El Mundo, Ediciones Palabra, la Fundación para el desarrollo y  cooperación internacionales, los blogs de la COPE, la Universidad de Navarra y el Ministerio de Cultura.

## Actividades
- Concursos literarios anuales para alumnos, en las modalidades de relato corto y artículos de opinión, pues se centra en la búsqueda de futuros novelistas, ensayistas o periodistas.
- Actividades de fomento de la lectura y aprovechamiento del tiempo libre.
- Jornadas sobre creación literaria y técnicas de escritura.

La página web www.excelencialiteraria.com coordina toda la información sobre actividades, concursos, participantes, premios, talleres, etc.
Otro de sus objetivos es "devolver a las letras su capacidad moralizadora, es decir, su derecho a tejer una cultura según los parámetros de los valores universales".